# Vincent van der Want
Vincent van der Want (Hilversum, 21 de octubre de 1985) es un deportista neerlandés que compite en remo.
Ganó tres medallas en el Campeonato Europeo de Remo entre los años 2013 y 2019. Participó en los Juegos Olímpicos de Río de Janeiro 2016, ocupando el quinto lugar en la prueba de cuatro sin timonel.

## Palmarés internacional
| Campeonato Europeo | Campeonato Europeo    | Campeonato Europeo | Campeonato Europeo |
| Año                | Lugar                 | Medalla            | Prueba             |
| ------------------ | --------------------- | ------------------ | ------------------ |
| 2013               | Sevilla (España)      | Medalla de bronce  | Ocho con timonel   |
| 2018               | Glasgow (Reino Unido) | Medalla de plata   | Ocho con timonel   |
| 2019               | Lucerna (Suiza)       | Medalla de bronce  | Ocho con timonel   |